# Omodei (famiglia)
La famiglia milanese degli Omodei (anche menzionata come Homodei o Homodeo) avrebbe avuto origine da Giampietro, postaro di grasso (commerciante di prodotti di origine animale, con l'esclusione delle carni) con bottega al Carrobbio di Porta Ticinese. 

## Storia
Alcuni testi suggeriscono una possibile origine degli Omodei da una famiglia omonima milanese, distintasi al servizio dei Visconti, attestata a partire dal XIII secolo (tra i cui membri vi fu Signorolo Omodei); altri testi invece refutano tale ipotesi. La genealogia degli Omodei contenuta nella Colección Salazar y Castro e compilata nel 1649 menziona tale legame, indicando Giovanni Omodei (decurione di Milano nel 1340 e padre del summenzionato Signorolo) quale capostipite della famiglia.
Al netto di possibili congetture di carattere genealogico, è possibile affermare che le fortune economiche e politiche della famiglia conobbero un'accelerazione con Gian Giacomo Omodei, esercitante l'attività bancaria alla metà dal XVI secolo. Due figli di Gian Giacomo, ovvero Emilio e Carlo, accrebbero notevolmente il potere della famiglia. Emilio, soprannominato il ricco, legato alla finanza genovese e a sua volta uno dei principali finanziatori della corona spagnola a Milano, ricoprì l'incarico di Abate del Collegio dei Mercanti. Emilio viene descritto nelle fonti dell'epoca come uno degli uomini più ricchi e potenti d'Italia, con un patrimonio del valore di un milione e mezzo di scudi. Morì nel 1626 in carcere, dove si trovava essendo stato accusato di aver fornito denaro ai Savoia. In seguito alla sua morte la questione si sgonfiò rapidamente. Emilio fu uno dei benefattori dell'Ospedale Maggiore di Milano e il suo ritratto, realizzato nel 1643 da Bernardo Ferrari, è nella Quadreria dei Benefattori di tale istituto.
Il fratello Carlo (morto nel 1625), ascritto al Patriziato di Milano con il fratello Alessandro e Decurione di Milano, acquisì dai Balbi il marchesato di Piovera nel 1613.
Dal matrimonio con Beatrice Lurani nacquero sei figli maschi e quattro figlie femmine. Tra questi Giangiacomo (il primogenito) e Francesco ricoprirono vari incarichi di natura militare nel ducato di Milano e per la corona spagnola.
Tra i figli di Carlo Omodei e Beatrice Lurani troviamo inoltre le importanti figure di Luigi Alessandro Omodei (1608-1685), cardinale e noto mecenate; Beatrice Eleonora Omodei, priora del monastero di Santa Maria della Vittoria, anch'ella importante committente di lavori architettonici e opere d'arte; Lucrezia Omodei (ca. 1612-1687), consorte di Bartolomeo III Arese, figura di primo piano nello Stato di Milano.
Un altro figlio, Agostino (1605-1657), inizialmente destinato alla carriera ecclesiastica e mandato a studiare in Spagna presso l'università di Salamanca (dove rimase tra i 1623 ed il 1627), divenne III marchese di Piovera in seguito alla morte prematura del fratello Giangiacomo, avvenuta nel 1628. Nel 1632 lo Stato di Milano cedette agli eredi di Carlo Omodei Palazzo Marino, ad estinzione di un debito nei confronti della famiglia di 80.000 scudi.
Agostino fu membro del consiglio dei Sessanta Decurioni di Milano, per poi essere nominato (nel 1644) membro del Consejo de Hacienda in Spagna (organo avente competenze nella gestione della spesa pubblica). Agostino vendette nel 1650 il feudo di Piovera con relativo titolo marchionale al banchiere genovese Francesco Maria Balbi (1619-1704).
Agostino sposò in prime nozze Leonor María Colón de Portugal y Portocarrero, figlia di Nuño Álvarez Pereira Colón y Portugal, IV duca di Veragua. Da Leonor ottenne il titolo di marchese di Villanueva del Ariscal, che era stato istituito appositamente per lei e per i suoi successori. In seguito sposò Catalina Mariana Artal de Alagón y Ximénez de Urrea, figlia di Gabriel Blasco de Alagón y Martínez de Luna, IV conte di Sastago, dalla quale ereditò il titolo di marchese di Almonacir. Dai primi due matrimoni non ebbe discendenza. Sposò infine, in terze nozze, María Lasso de la Vega y Mendoza, anche chiamata María Pacheco y Mendoza (1632-1663), figlia di Luis Lasso de la Vega y Niño de Guevara, II conte di Añover de Tormes, dalla quale ebbe invece, in rapida successione, diversi figli, tra cui Carlos (1653-1725), uomo politico e diplomatico, Pedro, deceduto prematuramente,  e, postumo, Luis (1657-1706), cardinale.
Alla morte del marito, nel gennaio 1657, Maria Pacheco operò per ottenere la successione dei due marchesati appartenuti alle consorti precedenti di Agostino, in capo ai due figli maggiori (Luis sarebbe stato avviato alla carriera ecclesiastica): quello di Villanueva del Ariscal per Carlos e quello di Almonacir per Pedro. Se per il secondo non dovettero esservi problemi, per il primo il Consiglio della Camera di Castiglia espresse, in data 6 ottobre 1657, parere negativo perché il marchesato era stato concesso come riconoscimento a Doña Leonor Colón, discendente di Cristoforo Colombo, e ai suoi successori, e non pareva appropriato che esso passasse ora al figlio della terza moglie del suo ex-marito, e ciò comunque confliggeva con le disposizioni testamentarie lasciate dalla nobildonna. Nello stesso 1657 risulta però anche un'istanza ulteriore a nome del piccolo Carlos perché non gli fosse rilasciata la patente di successione del marchesato di cui si riconosceva l'appartenenza al ducato di Veragua, patrimonio della famiglia di Leonor. L'istanza era forse volta ad evitare che sulla famiglia Homodei ricadessero le annualità pregresse di cui il marchesato era debitore nei confronti del fisco per il servicio de lanzas, e che vennero poi formalmente richieste a Maria Pacheco nel 1662 nella misura di 3.549.600 maravedì. Fu quindi lei stessa a chiedere l'anno successivo un diverso incardinamento territoriale del titolo di marchese desiderato per il figlio, e, conformemente, con un "real despacho" di Filippo IV in data 4 settembre, fu deciso di reintegrare Villanueva nel ducato di Veragua, ma di compensare in qualche modo Carlos con l'istituzione per lui del nuovo feudo di Almonacid de los Oteros (l'attuale Valdesaz de los Oteros, nel León), incardinando su di esso il titolo marchionale ("aplicandose el marquesado al nuevo estado"). Alla morte in giovane età di Pedro, Carlos assunse pure l'altro titolo, quasi omonimo, di marchese di Almonacir.  Nel 1675, acquistò anche il feudo di Cusano.
Nel 1678 Carlos si sposò in prime nozze con Leonor de Moura y Corte Real, marchesa di Castel Rodrigo e duchessa di Nocera, figlia ed erede del nobiluomo di origini portoghesi Francisco de Moura, e da poco rimasta vedova di Aniello de Guzmán y Carafa, alla morte del quale gli era subentrata per un breve periodo nel posto di viceré di Sicilia, cosa all'epoca inaudita per una donna. Da questo matrimonio il 24 febbraio del 1680 nacque un figlio, morto in fasce dopo pochi mesi. Siccome al titolo di Castel Rodrigo era annesso il grandato di Spagna, dopo il matrimonio Carlos usò fregiarsi del titolo della consorte, venendo conosciuto come marchese di Castel Rodrigo. Alla fine 1706 però Leonor de Moura morì e i suoi titoli furono ereditati dalla sorella Juana.
Nel 1710 convolò a nuove nozze con Francisca María Manuela Fernández de Córdoba, contessa di Casa Palma y de las Posadas, vedova di Francisco Nicolás de Ayala Velasco y Cárdenas, conte di Fuensalida, senza avere, neanche in questo caso, discendenza.
Carlos fu nominato nel 1690 viceré di Sardegna e ricoprì inoltre tra il 1691 ed il 1696 la carica di viceré di Valencia. In seguito fu nominato ambasciatore della corona spagnola presso l'Impero e presso la corte di Torino. A causa del suo appoggio a Filippo V di Spagna nell'ambito della guerra di successione spagnola, Carlos subì la confisca di diversi possedimenti nel ducato di Milano, che gli vennero in seguito restituiti. 
Carlos fu l'ultimo esponente della famiglia Omodei e, in mancanza di discendenti, con il suo testamento suddivise il suo patrimonio in quattro parti tra i parenti italiani della sua famiglia e il nipote acquisito dal primo matrimonio, Francisco Pío de Saboya y Moura (in italiano Francesco Pio di Savoia), il quale aveva già ereditato i titoli della famiglia de Moura e in favore di cui costituì un maggiorasco con i due titoli marchionali da lui stesso posseduti, maggiorasco che poi confermò, essendogli Francesco premorto, al di lui primogenito ed erede Gisberto II Pío de Saboya y Spinola.
Diversi esponenti della famiglia Omodei del periodo seicentesco sono sepolti nella chiesa di Santa Maria della Vittoria a Milano, edificata a partire dal XVI secolo come mausoleo della famiglia.